# 藤田進 (政治家)
藤田 進（ふじた すすむ、1913年2月10日 - 2003年3月1日）は、昭和期の政治家、参議院議員（5期）。労働運動家、第2代総評議長。教育者、大阪工大摂南大学（現学校法人常翔学園）総長・理事長。経済学博士（法政大学）。

## 来歴
広島県賀茂郡黒瀬町（現：東広島市）生まれ。1932年、関西工学校（現大阪工業大学）土木科卒業。ウェイン州立大学留学。広島県庁を経て、中国電力に勤務し、戦後、労働運動に明け暮れ1952年総評議長就任。炭労（日本炭鉱労働組合）、電産（日本電気産業労働組合）の二大争議を指導した。
1953年参院選全国区に日本社会党から出馬し初当選（連続5期）。1960年、法政大学から経済学博士の学位を授与される。1962年には大阪工業大学教授に就任、さらに1966年に学校法人大阪工業大学理事に就いた。そして1969年には、学校法人大阪工業大学理事長に就任。1975年に摂南大学、1998年に広島国際大学を郷里黒瀬町に開設。また裁判官弾劾裁判所裁判員、検察官適確審査委員を歴任。参議院国会対策委員長を歴任。
1973年 成田知巳の下で党参議院議員会長を歴任。
1979年 飛鳥田一雄の下で2度目の党参院会長の就任。
1983年政界引退。勲一等旭日大綬章を授与。引退後は対中外交に尽力。黒龍江大学名誉教授、同済大学名誉教授。逝去直前まで学校法人大阪工大摂南大学（学校法人大阪工業大学が改称、現在の学校法人常翔学園）の総長・理事長であった。
2003年3月1日、心不全のため死去、90歳没。死没日をもって正三位に叙される。

## 選挙歴
| 当落                        | 選挙                     | 施行日        | 選挙区       | 政党       | 得票数  | 得票率 | 得票順位 /候補者数 | 比例区 | 比例順位 /候補者数 |
| --------------------------- | ------------------------ | ------------- | ------------ | ---------- | ------- | ------ | ------------------ | ------ | ------------------ |
| 当                          | 第3回参議院議員通常選挙  | 1953年4月24日 | 全国区       | 左派社会党 | 222,550 |        | 33/234             | -      | -                  |
| 当                          | 第5回参議院議員通常選挙  | 1959年6月2日  | 広島県地方区 | 日本社会党 | 244,744 | 30.4   | 2/5                | -      | -                  |
| 当                          | 第7回参議院議員通常選挙  | 1965年7月4日  | 広島県地方区 | 日本社会党 | 396,256 | 42.9   | 2/3                | -      | -                  |
| 当                          | 第9回参議院議員通常選挙  | 1971年6月27日 | 広島県地方区 | 日本社会党 | 335,398 | 34.7   | 2/4                | -      | -                  |
| 当                          | 第11回参議院議員通常選挙 | 1977年7月10日 | 広島県地方区 | 日本社会党 | 330,676 | 26.3   | 2/4                | -      | -                  |
| 当選回数5回 （参議院議員5） |                          |               |              |            |         |        |                    |        |                    |